# Nienhusen
Nienhusen ist ein Ortsteil von Ziesendorf, einer Gemeinde im Landkreis Rostock in Mecklenburg-Vorpommern. Der Ort liegt nordwestlich des Hauptortes Ziesendorf an der Landesstraße L 13. Südlich verläuft die L 132 und nördlich die A 20 mit der Anschlussstelle Doberan.

## Baudenkmale
In der Liste der Baudenkmale in Ziesendorf sind für Nienhusen zwei Baudenkmale aufgeführt: ein Bauernhaus und eine Scheune (beide Lehmkatenweg 1)